# Турсунов, Улуг Ташмухаммедович
Улуг Ташмухаммедович Турсунов (9 января 1905, Коканд — 21 июня 1971, Самарканд) — узбекский советский лингвист, литературовед.

## Биография
С 1927 по 1930 год У.Т. Турсунов учится в Ленинградском восточном институте, по окончании которого работает в Узбекском
комитете языка и терминологии при Наркомпросе Узбекской ССР и преподает на педагогическом факультете Среднеазиатского
государственного университета (ныне НУз). В 1934 году он назначается заместителем директора и заведующим сектором
лингвистики Института языка и литературы им. А.С. Пушкина. С 1936 года он является доцентом, а затем заведующим кафедрой
узбекского языкознания Самаркандского государственного университета.
Его работы посвящены актуальным вопросам узбекской орфографии и терминологии. В 1941 году У.Т. Турсунов защитил
кандидатскую диссертацию «Образование частей речи в узбекском языке», представляющую интерес не только для узбекского 
языкознания, но и тюркологии. С 1941 по 1946 год У. Т. Турсунов служил в рядах Советской Армии. Затем он возвращается к научно-педагогической деятельности и публикует ряд работ, посвященных вопросам узбекского языкознания: «Послелоги в узбекском языке» (1947), «Классификация частей речи в узбекском языке» (1951), «К вопросу о терминологии
в узбекском языкознании» (1955), «Узбекское советское языкознание за советский период» (1957) и др.
ВАК СССР в 1958 году присваивает ему звание профессора кафедры узбекского-языкознания. В 1965 году в связи с шестидесятилетием за большие заслуги в развитии филологической науки и в подготовке-высококвалифицированных кадров филологов У.Т. Турсунову было присвоено звание заслуженного деятеля науки Узбекской ССР.
У. Т. Турсунов принимал деятельное участие в организации и проведении целого ряда республиканских и всесоюзных конференций
и симпозиумов по языкознанию. Заслуги У.Т. Турсунова отмечены правительственными наградами: орденами Трудового Красного Знамени, Красной Звезды, «Знак Почета», многими медалями.
Помимо многочисленных исследовательских работ, общий объем которых превышает двести печатных листов, У.Т. Турсуновым написан также ряд учебников и: учебных пособий: «Современный узбекский язык» (1960, в соавторстве с А. М.
Мухтаровым), «Сопоставительная грамматика русского и узбекского языков» (1962, в соавторстве с А. И. Абражеевым); «Современный узбекский литературный язык»-(1965, в соавторстве с А. М. Мухтаровым, и Ш. Р. Рахматуллаевым), «Очерки из
истории узбекского языка» (1969, в соавторстве с Б.У. Уринбаевым), «Вопросы лексики узбекского языка» (1971, в соавторстве
с Н. Р. Раджабовым) и др.
У. Турсунов скончался 21 июня 1971 года.